# Binningen
Binningen és un municipi del cantó de Basilea-Camp (Suïssa), situat al districte d'Arlesheim.